# Castell de Ludlow
El Castell de Ludlow, en anglès Ludlow Castle és un edifici medieval parcialment en runes construït a la població de Ludlow al comtat d'Anglaterra de Shropshire. A l'Edat Mitjana va ser un punt estratègic per al control de les fronteres de Gal·les. Probablement va ser fundat per Walter de Lacy a finals del segle xi. Durant la guerra civil anglesa el castell canvià de mans diverses vegades. Els earls de Powis van llogar el castell a la Corona l'any 1772 i el van vendre el 1811. Actualment està obert a la visita pública.